# Diocese de Bacabal
A Diocese de Bacabal (Dioecesis Bacabalensis), é uma circunscrição eclesiástica da Igreja Católica no Brasil. Foi criada no dia 22 de junho de 1968 e sua sé episcopal está no município de Bacabal. É presidida por Dom Armando Martín Gutiérrez, F.A.M..

## História
A Diocese de Bacabal faz parte do Regional Nordeste V da Conferência Nacional dos Bispos do Brasil, está localizada no Estado do Maranhão e foi criada a 22 de junho de 1968 por meio da bula Visibilis Natura, do Papa Paulo VI, desmembrada da Arquidiocese de São Luís e da então Prelazia de São José de Grajaú (hoje Diocese de Grajaú), sendo instalada em 1 de novembro de 1968. Em 26 de novembro de 1993, por ocasião dos 25 anos de Diocese, Dom Henrique Johannpötter proclamou solenemente a Nossa Senhora da Conceição como padroeira desta Igreja Particular de Bacabal. Santa Teresinha do Menino Jesus continuou sendo a titular da catedral e padroeira da cidade.
Em 19 de julho de 2021 cedeu o município de Alto Alegre do Maranhão a Diocese de Coroatá mediante o decerto Quo aptius.

### Demografia
Seu território ocupa uma área de 16.943,5 km², com expressiva população composta de aproximadamente 498.846 habitantes distribuídos em 27 municípios, com 21 paróquias e 2 quase-paróquias distribuídas em 27 municípios. São mais de 40 padres e cerca de 12 diáconos permanentes.
A sede episcopal da diocese se encontra na cidade de Bacabal, onde está localizada a Paróquia-Catedral Santa Teresinha do Menino Jesus.

### Forania Santa Teresinha
- Paróquia Catedral Santa Teresinha do Menino Jesus - Bacabal
- Paróquia São Luís Gonzaga - São Luís Gonzaga do Maranhão
- Paróquia São Francisco das Chagas - Bacabal
- Paróquia Sant'Ana e São Joaquim - Bacabal
- Paróquia São Francisco de Assis - Lago Verde
- Paróquia Sagrados Corações de Jesus e Maria- Bom Lugar
- Paróquia Imaculado Coração de Nossa Senhora de Fátima - Bacabal

### Forania Nossa Senhora do Perpétuo Socorro
- Paróquia Santo Antônio - Santo Antônio dos Lopes
- Paróquia São Sebastião - Capinzal do Norte
- Paróquia Nossa Senhora do Perpétuo Socorro - Lima Campos
- Paróquia São Benedito - Pedreiras
- Paróquia Santo Antônio de Pádua - Trizidela do Vale

### Forania Sagrado Coração de Jesus
- Paróquia Nossa Senhora de Fátima - Vitorino Freire
- Paróquia Sagrado Coração de Jesus - Olho d'Água das Cunhãs
- Quase-paróquia Nossa Senhora das Graças - Satubinha
- Paróquia Sant'Ana Mestra - Pio XII

### Forania São José
- Paróquia São José - Lago da Pedra
- Paróquia Nossa Senhora da Conceição - Paulo Ramos
- Paróquia São Francisco de Assis - Lago dos Rodrigues
- Paróquia São José da Providência - Lagoa Grande do Maranhão

### Forania São Pedro
- Paróquia Maria Imaculada - Igarapé Grande
- Paróquia São Pedro - Poção de Pedras
- Paróquia Nossa Senhora do Rosário de Fátima - Esperantinópolis
- Quase-paróquia São João Batista e São Raimundo - São Roberto

### Seminários
- Seminário Maior Pascásio - São Luís/MA
- Seminário Propedêutico São José - Bacabal
- Escola Diaconal São Estevão - Bacabal

### Santuários
- Santuário São Benedito - Pedreiras

São 27 os municípios que compõem a Diocese, a saber: Altamira do Maranhão, Bacabal, Bernardo do Mearim, Bom Lugar, Brejo de Areia, Capinzal do Norte, Esperantinópolis, Igarapé Grande, Lagoa Grande do Maranhão, Lago da Pedra, Lago do Junco, Lago dos Rodrigues, Lago Verde, Lima Campos, Marajá do Sena, Olho d'Água das Cunhãs, Paulo Ramos, Pedreiras, Pio XII, Poção de Pedras, Santo Antônio dos Lopes, São Luís Gonzaga do Maranhão, São Raimundo do Doca Bezerra, São Roberto, Satubinha, Trizidela do Vale e Vitorino Freire.

## Bispos
|                          | Nome                             | Período   | Notas                                     |
| Bispos                   | Bispos                           | Bispos    | Bispos                                    |
| ------------------------ | -------------------------------- | --------- | ----------------------------------------- |
| 4º                       | Armando Martín Gutiérrez, F.A.M. | 2007-     | atual                                     |
| 3º                       | José Belisário da Silva, O.F.M.  | 1999-2005 | nomeado Arcebispo de São Luís do Maranhão |
| 2º                       | Henrique Johannpötter, O.F.M.    | 1989-1997 |                                           |
| 1º                       | Pascásio Rettler, O.F.M.         | 1968-1989 |                                           |
| Bispo-coadjutor          |                                  |           |                                           |
|                          | Henrique Johannpötter, O.F.M.    | 1988-1989 |                                           |
| Administrador apostólico |                                  |           |                                           |
|                          | Heriberto Rembecki, O.F.M.       | 2005-2007 |                                           |
|                          | Frederico Zillner, O.F.M. †      | 1997-2000 |                                           |